# Vatteville
Vatteville é uma comuna francesa na região administrativa da Normandia, no departamento de Eure. Estende-se por uma área de 4,26 km². Em 2010 a comuna tinha 184 habitantes (densidade: 43,2 hab./km²).